# Arboretum im. Harolda L. Lyona
Arboretum im. Harolda L. Lyona (ang. Harold L. Lyon Arboretum, w skrócie Lyon Arboretum) – arboretum i ogród botaniczny położone w Honolulu na Hawajach (Stany Zjednoczone), założone w 1918 roku i zarządzane przez Uniwersytet Hawajski w Mānoa.

## Położenie
Arboretum im. Harold L. Lyona położone jest w Honolulu przy ulicy Mānoa Road w dolinie Mānoa. Powierzchnia arboretum wynosi 78,3 ha; położone jest na wysokości od 137 do 564 m n.p.m. Przez teren arboretum przebiega dział wodny.

## Historia
Arboretum im. Harolda L. Lyona zostało założone w 1918 roku przez stowarzyszenie właścicieli trzciny cukrowej – Hawaiian Sugar Planters’ Association na powierzchni 50 ha, wówczas pod nazwą Arboretum Manoa. Arboretum zostało założone w celu przywrócenia stosunków wodnych na wyspie. Początkowa działalność rolnicza poprzez wycinkę drzew przyczyniła się do spadku retencji wody w glebie, która była niezbędna w uprawie trzciny cukrowej. Ponadto na terenie arboretum testowano różne gatunki drzew, którymi następnie miały zostać zalesione Wyspy Hawajskie oraz prowadzono badania nad różnymi sadzonkami trzciny cukrowej. 
Hawaiian Sugar Planters’ Association prowadziło swoje badania w latach 1919–1945 pod kierownictwem dr Harolda Lyona. Po zakończeniu prac badawczych stowarzyszenie nie potrzebowało już arboretum dla swoich celów. Dr Lyon zabiegał o pozostawienie ośrodka badań. W 1953 roku teren arboretum został odkupiony od Hawaiian Sugar Planters’ Association przez Uniwersytet Hawajski za 1000 dolarów amerykańskich. Dr Lyon częściowo finansował działalność arboretum ze swoich własnych środków. Po jego śmierci w 1957 roku Uniwersytet Hawajski zmienił oficjalną nazwę obiektu na Arboretum im. Harolda L. Lyona.
Do 1972 roku arboretum pełniło funkcję stacji badawczej i było zamknięte dla publiczności. W 1972 roku stowarzyszenie Lyon Arboretum Association rozpoczęło program informacyjny i edukacyjny dla społeczności, który przyczynił się do otwarcia arboretum dla zwiedzających.

## Kolekcja
Kolekcja arboretum i ogrodu botanicznego składa się z ponad 5000 gatunków roślin tropikalnych; m.in.: endemicznych gatunków roślin Hawajów (np. Acacia koa), roślin tropikalnych o znaczeniu gospodarczym (np. euterpa warzywna, maniok jadalny), gatunków roślin tropikalnych wykorzystywanych do pozyskiwania przypraw z całego świat (np. muszkatołowiec korzenny). Cała kolekcja podzielona jest na trzy główne ogrody tematyczne: Themed Gardens, Memorial Gardens i Upper Gardens, które złożone są z kilku mniejszych ogrodów tematycznych.

## Działalność
Arboretum im. Harolda L. Lyona prowadzi swoją działalność w kilku zakresach. Jednym z celów jest stworzenie zbioru roślin tropikalnych z obszaru Pacyfiku, zarówno okazów żywych, jak i w postaci herbarium. Dodatkowo w arboretum funkcjonuje bank nasion. Arboretum pełni funkcję laboratorium dla uczniów oraz studentów. Prowadzi hodowlę i uprawę gatunków roślin przydatnych dla potrzeb m.in. ogrodnictwa i przemysłu oraz ma na celu zachowanie i rozmnażanie zagrożonych rodzimych gatunków flory.

## Wstęp
Wstęp na teren arboretum i ogrodu botanicznego jest bezpłatny. Placówka otwarta jest od poniedziałku do soboty. W niedziele oraz w święta państwowe jest zamknięta. 